# إسحاق جيتز
إسحاق جيتز (بالفرنسية: Isaac Getz)‏ هو أكاديمي وبروفيسور وكاتب فرنسي، (و. م).